# Arthur W. Ryder
Arthur William Ryder (8 de março de 1877 — 21 de março de 1938) foi um professor de sânscrito na Universidade da Califórnia, Berkeley. Ele é mais conhecido por traduzir diversas obras de sânscrito para o inglês, incluindo o panchatantra e o Bhagavad gita.